# Municipio de Carrollton (condado de Boone)
El municipio de Carrollton (en inglés: Carrollton Township) es un municipio ubicado en el condado de Boone en el estado estadounidense de Arkansas. En el año 2010 tenía una población de 843 habitantes y una densidad poblacional de 12,45 personas por km².

## Geografía
El municipio de Carrollton se encuentra ubicado en las coordenadas 36°18′1″N 93°16′23″O / 36.30028, -93.27306. Según la Oficina del Censo de los Estados Unidos, el municipio tiene una superficie total de 67.73 km², de la cual 67,17 km² corresponden a tierra firme y (0,82 %) 0,55 km² es agua.

## Demografía
Según el censo de 2010, había 843 personas residiendo en el municipio de Carrollton. La densidad de población era de 12,45 hab./km². De los 843 habitantes, el municipio de Carrollton estaba compuesto por el 95,49 % blancos, el 0,12 % eran afroamericanos, el 1,66 % eran amerindios, el 0,12 % eran asiáticos, el 0,83 % eran de otras razas y el 1,78 % eran de una mezcla de razas. Del total de la población el 1,9 % eran hispanos o latinos de cualquier raza.